# Tetraphenylblei
Tetraphenylblei ist eine chemische Verbindung aus der Gruppe der organischen Bleiverbindungen. Der weiße Feststoff ist in organischen Lösemitteln relativ gut, in Wasser nahezu unlöslich.

## Gewinnung und Darstellung
Über die Darstellung von Tetraphenylblei durch Umsetzung des Grignard-Reagenz Phenylmagnesiumbromid mit Blei(II)-chlorid in Diethylether wurde zuerst 1904 von P. Pfeiffer und P. Truskier berichtet.
{\displaystyle \mathrm {(C_{6}H_{5})MgBr+\ 2\ PbCl_{2}\ {\xrightarrow[{Et_{2}O}]{}}\ Pb(C_{6}H_{5})_{4}+\ Pb+\ 4\ MgBrCl} }

## Eigenschaften
Durch Umsetzung von Tetraphenylblei mit alkoholischer Chlorwasserstoff-Lösung lassen sich unter Bildung von Benzol sukzessive Phenylgruppen durch Chloridionen ersetzen:
{\displaystyle \mathrm {Pb(C_{6}H_{5})_{4}+\ HCl\ {\xrightarrow[{Ethanol}]{}}\ Pb(C_{6}H_{5})_{3}Cl+\ C_{6}H_{6}} }
{\displaystyle \mathrm {Pb(C_{6}H_{5})_{3}Cl+\ HCl\ {\xrightarrow[{Ethanol}]{}}\ Pb(C_{6}H_{5})_{2}Cl_{2}+\ C_{6}H_{6}} }
Wie das homologe Tetrabutylblei reagiert auch Tetraphenylblei mit elementarem Schwefel bei Temperaturen über 150 °C  explosionsartig unter Bildung von Diphenylsulfid und Bleisulfid:
{\displaystyle \mathrm {Pb(C_{6}H_{5})_{4}+\ 3\ S\ {\xrightarrow[{}]{}}\ PbS+\ 2\ S(C_{6}H_{5})_{2}} }

## Verwendung
Durch Reaktion mit Iod in Chloroform kann Triphenylbleiiodid gewonnen werden.